# 34ª Squadriglia
La 34ª Squadriglia del Servizio Aeronautico del Regio Esercito svolge le operazioni sul campo di Krionero (a 4 km da Valona) con aerei Farman.

## Storia

### Prima guerra mondiale
Il 15 aprile 1916, nel cambio dei nomi di tutte le squadriglie, la 13ª Squadriglia da ricognizione e combattimento diventa 34ª Squadriglia Farman sul campo volo di Krionero (a 4 km di Valona) per la Campagna di Albania comandata dal Capitano Leopoldo De Rada che dispone del Cap. osservatore Fausto Pesci, 6 piloti tra cui il Tenente Giovanni Sabelli e 7 Farman 14 con motore Fiat A.10 100 hp.
Il 21 giugno bombarda accampamenti a Fier, il 4 luglio attacca Durazzo insieme alla Regia Marina ed il 12 luglio bombarda accampamenti a Ljusna e Nabburicoras.
Il 2 agosto 7 Farman bombardano Durazzo con la scorta di 2 Macchi L.1 Lohner dell'Europa (nave appoggio idrovolanti) ma un Farman viene abbattuto dall'idrovolante L81 della base navale di Combur (vicino a Castelnuovo) e l'8 agosto 4 Farman attaccano Fier.
Il 22 agosto 1916 cinque Farman sono in volo per un'azione di bombardamento, combinata con due idrovolanti Macchi della Regia Marina dell'Europa, contro il porto di Durazzo.
L'Asso dell'aviazione austriaco Julius Arigi della Flik 6 chiede il permesso di decollare per intercettare gli incursori ma gli viene negato perché sul campo non sono disponibili ufficiali come osservatori.
Dopo aver reiterato più volte la richiesta, solo quando il rumore dei motori dei velivoli italiani, la cui rotta di avvicinamento è prossima alla base di Kavajë, si ode ben distinto in lontananza, Arigi rompe gli indugi e decolla con l'Hansa-Brandenburg C.I serie 61.64 con il Feldwebel Johann Lasi come osservatore.
Nella battaglia che segue, cinque dei sei Farman abbattuti sono attribuiti ad Arigi. In realtà quel giorno il Comando italiano registrò la perdita di soli due Farman: il Farman 1707 del Sergente Leonida Schiona e del Cap. osservatore Franco Scarioni e quello del caporale Francesco Rossi e del tenente osservatore Attilo Viziano. Gli equipaggi sono salvati dal cacciatorpediniere Ardente della Regia Marina. Gli altri tre, tra cui quello del Cap. osservatore Ferruccio Capuzzo e di Pesci, rientrano regolarmente alla base e riferiscono di aver danneggiato seriamente un idro Lohner L81.
Da Durazzo partiva il Lohner (L131) di Friedrich Lang che colpisce due Farman.
Il 4 settembre 1916 in un nuovo duello aereo, Arigi consegue una nuova vittoria facendo precipitare il Farman del caporale pilota Giorgio Castelletta e del capitano osservatore Fausto Pesci, causando la morte di quest'ultimo a Fier.
Il 12 ottobre 4 Farman bombardano gli accampamenti di Divjakë ed il 9 dicembre il reparto entra nell'VIII Gruppo (poi 8º Gruppo di Volo).
Nel 1916 l'unità ha fatto 278 voli di guerra.
Il 1º gennaio 1917 il reparto dispone di 5 piloti e 4 osservatori, il 18 febbraio il comando passa al Cap. Manfredo Calosci e dal 25 luglio al Cap. Remo Rita.
La squadriglia viene sciolta il 25 novembre 1917 per vetustà dei velivoli.
Nel 1917 aveva svolto 136 voli di guerra.

### Guerra d'Etiopia
La 34ª Squadriglia AO da osservazione terrestre della Regia Aeronautica il 24 luglio 1935 sbarca a Massaua nell'ambito della Guerra d'Etiopia. 
Ai primi di agosto il montaggio degli aerei è terminato e nei giorni successivi i velivoli vengono collaudati. 
Il reparto partecipa fin dall’inizio alle operazioni belliche con 8 IMAM Ro.1 inquadrata nel I Gruppo aeroplani di ricognizione tattica.
All'8 settembre 1935 è nel Gruppo aeroplani da osservazione aerea (RT) di Asmara.
Al 15 gennaio 1936 è all'Aeroporto di Macallè nel I Gruppo dello Stormo aeroplani da ricognizione tattica.

### Africa Orientale Italiana
Dal 15 luglio 1936 dipende dal I Gruppo da RT di Addis Abeba del Comando d’aeronautica in Africa Orientale Italiana.
Il 31 dicembre 1937 la Squadriglia di Ro.1 Libica viene sciolta ed assorbita dalla 34ª Squadriglia.

### Seconda guerra mondiale
Al 10 giugno 1940 opera con 3 Caproni Ca.311 e 4 IMAM Ro.37 all'Aeroporto di Parma nel LXI Gruppo Osservazione Aerea a supporto della 4ª Armata per l'Aviazione Ausiliaria per l'Esercito.
Nel mese di aprile 1941 il 61º Gruppo O.A. dell'Aeroporto di Gorizia che disponeva dei Ca. 311 della 34ª e della 128ª Squadriglia viene mobilitato per l'Invasione della Jugoslavia. Dal 22 Maggio successivo il gruppo va all'Aeroporto Internazionale di Mostar fino al mese di Agosto.
Dal 16 agosto 1941 la Squadriglia, comandata dal capitano Cesare Bonino, era inquadrata nel 61º Gruppo Autonomo Osservazione Aerea del Comando Aviazione per il Corpo di spedizione italiano in Russia sui Ca.311 della Regia Aeronautica a Tudora (Botoșani).
Alla fine di agosto si sposta a Krivoi Rog.
All'8 settembre 1943 era nel LXI Gruppo Autonomo Osservazione Aerea con 3 Caproni Ca.311 all'Aeroporto di Scutari.